# Quadrophenia
Quadrophenia je šesté studiové album britské rockové skupiny The Who. Album poprvé vyšlo 19. října 1973 u Track/Polydor Records ve Spojeném království a u Track/MCA Records ve Spojených státech. Jedná se o druhou rockovou operu této skupiny. U příležitosti 40. výročí od vydání byla Quadrophenia opět předvedena na živo a to na několika koncertech The Who v USA a Evropě během let 2012–2013.

## Seznam skladeb
Autorem všech skladeb je Pete Townshend.
| Strana 1 | Strana 1                   | Strana 1 |
| Pořadí   | Název                      | Délka    |
| -------- | -------------------------- | -------- |
| 1.       | I Am the Sea               | 2:08     |
| 2.       | The Real Me                | 3:20     |
| 3.       | Quadrophenia               | 6:13     |
| 4.       | Cut My Hair                | 3:44     |
| 5.       | The Punk and the Godfather | 5:10     |

| Strana 2 | Strana 2                        | Strana 2 |
| Pořadí   | Název                           | Délka    |
| -------- | ------------------------------- | -------- |
| 1.       | I'm One                         | 2:37     |
| 2.       | The Dirty Jobs                  | 4:28     |
| 3.       | Helpless Dancer (Roger's theme) | 2:33     |
| 4.       | Is It in My Head                | 3:43     |
| 5.       | I've Had Enough                 | 6:14     |

| Strana 3 | Strana 3                 | Strana 3 |
| Pořadí   | Název                    | Délka    |
| -------- | ------------------------ | -------- |
| 1.       | 5:15                     | 5:00     |
| 2.       | Sea and Sand             | 5:01     |
| 3.       | Drowned                  | 5:26     |
| 4.       | Bell Boy (Keith's theme) | 4:55     |

| Strana 4       | Strana 4                           | Strana 4 |
| Pořadí         | Název                              | Délka    |
| -------------- | ---------------------------------- | -------- |
| 1.             | Doctor Jimmy (John's theme)        | 8:36     |
| 2.             | The Rock                           | 6:37     |
| 3.             | Love, Reign o'er Me (Pete's theme) | 5:48     |
| Celková délka: | Celková délka:                     | 81:36    |

## Sestava

### The Who
- Roger Daltrey – zpěv
- Pete Townshend – akustická a elektrická kytara, syntezátor, piáno, banjo, zvukové efekty, zpěv
- John Entwistle – basová kytara, lesní roh, zpěv
- Keith Moon – bicí, perkuse, zpěv

### Hosté
- John Curle – hlas moderátora
- Chris Stainton – piáno